# Andrew Bascome
Andrew Bascome (né en 1963 aux Bermudes) est un manager bermudien de football professionnel.

## Carrière
Joueur du North Village Community Club et grande promesse du football bermudien, au point d'être considéré à 18 ans comme le meilleur joueur du pays, Bascome subit une fracture du genou qui l'oblige à mettre prématurément un terme à sa carrière. Il se reconvertit en entraîneur.
Depuis le 15 août 2012, il dirige avec Dennis Brown (en) l'équipe nationale des Bermudes,. Son bail à la tête de l'équipe prend fin en juin 2016, à la suite de l'élimination des Gombey Warriors aux mains de la Guyane, à Cayenne, dans le cadre du 2e tour des éliminatoires de la Coupe caribéenne des nations 2017. Néanmoins, après discussion avec le président de la BFA, Mark Wade, Bascome se ravise et décide de continuer à entraîner l'équipe nationale. Il y reste peu de temps puisqu'il est remplacé en septembre 2017 par Kyle Lightbourne.

## Palmarès d'entraîneur
- Vainqueur des Jeux des Îles en 2013 avec l'équipe des Bermudes[7].